# Вознесенка (Тисульский район)
Вознесенка — деревня в Тисульском районе Кемеровской области. Входит в состав Большебарандатского сельского поселения.

## География
Центральная часть населённого пункта расположена на высоте 219 метров над уровнем моря.

## Население
По данным Всероссийской переписи населения 2010 года, в деревне Вознесенка проживает 135 человек (66 мужчин, 69 женщин).